# 吉岡賢治
吉岡 賢治（よしおか けんじ、1938年3月5日 - 2025年2月15日）は、日本の政治家。衆議院議員（通算2期）。神戸大学卒業。電気電子工学科。

## 概要
兵庫県豊岡市出身。兵庫県立豊岡高等学校卒業。
電電公社（現在のNTT）に入社し、豊岡局に勤務しつつ、労組活動に入る。
1986年の第38回衆議院議員総選挙に日本社会党公認で旧兵庫5区から出馬するが落選。1990年の第39回衆議院議員総選挙に再び出馬し初当選。以後2期連続当選。
議員在任中は外務委員などを務める。本岡昭次参議院議員らと共に自社さ連立政権反対派として知られた。1994年に土肥隆一と共に日本社会党を離党し、民主改革連合に入党。
1996年の第41回衆議院議員総選挙では民主改革連合公認及び連合・五党協議会統一候補として兵庫5区より出馬するも落選。2000年の第42回衆議院議員総選挙では民主党公認及び連合・五党協議会統一候補として再び兵庫5区から出馬するも落選した。
以後も政治活動を続けたが民由合併による候補者調整に伴い選挙で争った自由党出身の梶原康弘を統一候補として自らの引退を表明した。その後は、民主党兵庫県連の顧問を務めていた。
2010年、旭日中綬章受章。
2025年2月15日に自宅で死去した。86歳没。叙正五位。